# Honeymoon Fades
Honeymoon Fades (англ. «Медовый месяц исчезает») — песня американской певицы Сабрины Карпентер, выпущенная 14 февраля 2020 года на лейбле Hollywood Records. Это первый релиз Карпентера после выхода четвертого студийного альбома Singular: Act II в июле 2019 года.

## Предыстория и релиз
В июле 2019 года Карпентер выпустила свой четвертый студийный альбом Singular: Act II. В интервью Marie Claire для альбома в июне 2019 года Карпентер рассказала, что она уже начала работу над пятым студийным альбомом. 7 февраля 2020 года Карпентер подразнил релиз песни, опубликовав фотографию с подписью «🍯🌝🌫» (эмодзи, изображающие «Медовый месяц угасает»). Карпентер объявил о выходе песни 13 февраля 2020 года, называя это подарком на День Святого Валентина своим поклонникам. Он был выпущен на следующий день. Обложка была снята сестрой Карпентера Сарой Карпентер. Карпентер дополнительно рассказал о песне, сказав: 
Моя новая песня «Honeymoon Fades» — это любовное письмо, написанное непосредственно моим поклонникам, это прямая благодарность всем, кто следовал за мной и оставался со мной на протяжении всего моего путешествия до сих пор. 

## Композиция
В музыкальном плане «Honeymoon Fades» — это песня в стиле R&B с атмосферной постановкой. Она была написана в тональности фа минор с темпом 115 ударов в минуту. В лирическом плане «Honeymoon Fades» повествует о мечтах об отношениях, которые никогда не теряют своей искры.

## Критический ответ
Песня получила положительные отзывы как от критиков, так и от фанатов. Майк Ниед из Idolator сказал, что песня является «изюминкой в плейлистах на оставшуюся часть праздника влюбленных (День Святого Валентина)». Нериша Пенроуз из Elle назвала песню десятой лучшей песней о любви 2020 года.

## Кредиты и персонал
Кредиты адаптированы из Tidal .
- Сабрина Карпентер — вокал, написание песен
- Тон — производство, написание песен, программирование
- Акил Кинг — написание песен
- Бьянка Аттерберри — написание песен
- Дауд Энтони — автор песен
- Джош Дегузман — ассистент звукорежиссера, персонал студии
- Уилл Квиннелл — ассистент звукорежиссера, персонал студии
- Джон Кастелли — сведение, персонал студии

## История релизов
| Регион    | Дата            | Формат                        | Лейбл     |
| --------- | --------------- | ----------------------------- | --------- |
| Различный | 14 февраля 2020 | Цифровая загрузка * потоковое | Hollywood |
| США       | 17 февраля 2020 | Радио современных хитов       | Universal |